# Yoru ni kakeru
Yoru ni kakeru (夜に駆ける? lett. "Correndo nella notte") è il primo singolo del duo giapponese Yoasobi, commercializzato il 15 dicembre 2019 ed è basata su Thanatos no yūwaku (タナトスの誘惑? lett. "La tentazione di Thanatos"), il racconto di Mayo Hoshino pubblicato nel sito Monogatary.

## Descrizione
Il video musicale della canzone è stato pubblicato sul canale YouTube di Ayase il 16 novembre 2019 e il numero di visualizzazioni ha superato i 20 milioni in 7 mesi. Subito dopo la sua uscita, la canzone è stata in cima alle classifiche di popolarità su Spotify e su Line Music. Il 1 giugno 2020, la canzone è anche stata in cima alla Billboard Japan Hot 100. Il brano, di genere J-pop, è in 4/4, con un BPM di circa 130; alla cui sezione ritmica, costituita da basso e batteria, si affianca una chitarra elettrica e un pianoforte, che ne suona la melodia. Peculiarità della canzone è la doppia modulazione riscontrabile nella parte finale.